# Tiangong 2
La Tiangong 2 (traduït literalment en català: "Palau Celestial 2") va ser la segona estació espacial xinesa situada en òrbita terrestre. Es va  llançar el 15 de setembre de 2016 i es va desorbitar el 19 de juliol de 2019.
No va ser dissenyada ni planificada per ser una estació orbital permanent; més aviat, estava pensada com a banc de proves per a tecnologies clau que serien posteriorment utilitzades a l'estació espacial Tiangong.

## Història
El 15 de setembre de 2016, l'estació es va llançar amb èxit des del centre de llançament de satèl·lits situat prop de la ciutat xinesa de Jiuquan a bord d'un coet Long March 2F.  
El 19 d'octubre de 2016, s'hi va acoblar la missió Shenzhou 11, l'única tripulada. A bord de la nau, hi havia el comandant Jing Haipeng i Chen Dong que van formar la tripulació inaugural del laboratori espacial. Durant els 30 dies que els dos astronautes van estar a bord de la Tiangong 2, van dur a terme una sèrie d'experiments científics i tècnics sobre els efectes fisiològics de la ingravidesa, proves de col·laboració home-màquina en tecnologia de manteniment en òrbita i van llançar amb èxit un satèl·lit que l'acompanyava. També es van fer fotografies d'acompanyament i observació amb sobrevol a distància. Van recollir abundants dades i van aconseguir alguns èxits en programes de polarímetre d'explosió de raigs gamma, rellotge atòmic fred espacial i preparació de nous materials. El 17 de novembre de 2016, la Shenzhou 11 es va separar del laboratori espacial Tiangong 2. El   mòdul de reentrada va aterrar amb èxit al lloc previst a la regió autònoma central de Mongòlia Interior cap a les 13:59 hora de Beijing.
El 22 d'abril de 2017, s'hi va acoblar el primer vaixell de càrrega, Tianzhou 1,  que va efectuar el primer aprovisionament de combustible amb èxit amb el laboratori espacial en òrbita. Posteriorment, el 15 de juny de 2017, va realitzar un segon avituallament de combustible. El 12 de setembre de 2017, va realitzar la tercera i última recàrrega de combustible de la  Tiangong 2, amb el que s'anomena un acoblament ràpid que va trigar 6,5 hores a completar-se, enlloc de 2 dies com era habitual.
El juny de 2018, la Tiangong 2 va realitzar maniobres, baixant l'òrbita a 292 × 297 quilòmetres, probablement en preparació per a la seva desorbitació. Després va tornar a la seva òrbita habitual. Finalment, el 19 de juliol de 2019, l'estació va fer una reentrada controlada i es va cremar sobre l'oceà Pacífic Sud.

## Dimensions
Les dimensions de la Tiangong-2 eren les següents:
- Longitud: 10,4 m.
- Diàmetre màxim: 4,2 m.
- Massa: 8.600 kg.